# Садиев, Везир Иса оглы
Везир Иса оглы Садиев (азерб. Vəzir İsa oğlu Sədiyev; 6 июня 1961 года, село Квемо-Кулари, Марнеульский район — 19 февраля 1993 года, село Атерк, Нагорный Карабах) — азербайджанский военнослужащий, участник Афганской и Первой карабахской войн, майор, заместитель начальника отдела боевой подготовки Управления артиллерии и авиации Национальной армии Азербайджана, Национальный Герой Азербайджана (1995, посмертно).

## Биография

### Детство и юность
Везир Иса оглы Садиев родился 6 июня 1961 года в семье Исы и Ненегыз Садиевых в селе Квемо-Кулари Марнеульского района Грузинской ССР. Начальное образование он получил в родном селе, а среднее — в селе Верин Керплу Армянской ССР. Здесь он жил у своей тёти (сестры матери). 10-классную школу села Верин Керплу Садиев окончил с отличием.
После окончания школы он поступил в Тбилисское высшее артиллерийское командное училище. Здесь он учился 4 года и окончил училище с отличием.

### Служба в Советской армии
После успешного окончания военного училища Садиев был направлен преподавателем в одно из военных училищ в городе Горький. Проработав здесь три года, он добровольно отправляется в Афганистан, где становится командиром батальона.

Везир Садиев (слева) во время службы в Республике Афганистан.

Везир Садиев принимал активное участие в Афганской войне, проведя в зоне боевых действий 2 года и 4 месяца. В одном из боёв он был тяжело ранен. Так, получив пулевое ранение в живот, Садиев трое суток оставался лежать раненым на поле боя. Сослуживцы даже подумали, что он погиб. Однако, после лечения в военном госпитале Садиев вернулся в зону боевых действий и принимал участие в боевых операциях. За мужество и воинскую доблесть, проявленную при выполнении интернационльного долга в Республике Афганистан, Везир Иса оглы Садиев указом Президиума Верховного Совета СССР от 28 декабря 1988 года был награждён грамотой Президиума Верховного Совета СССР и нагрудным знаком «Воину-интернационалисту».
После возвращения из Афганистана, продолжил службу в Забайкальском военном округе, где был назначен заместителем начальника штаба в/ч № 41659 в составе 122-й гвардейской пулемётно-артиллерийской дивизии. Таким образом Садиев вместе с семьёй переехал в Читинскую область, где семья провела два года. Садиеву присваивается звание майора.
Также за время военной службы Везир Садиев был награждён 2 орденами, 3 медалями, а также почетными грамотами бывшего Верховного Совета СССР. Среди его наград есть орден Красной Звезды, орден «Слава» Республики Афганистан, медаль «За безупречную службу» III степени, юбилейная медаль «70 лет Вооружённых Сил СССР» и медаль «Воину-интернационалисту от благодарного афганского народа». Помимо этого Садиев был удостоен нагрудного офицерского знака классности специалиста II степени.

### Служба в Азербайджане
Услышав весть о Ходжалинской резне в Карабахе, Садиев приехал в Азербайджан и обратился в Министерство обороны Азербайджана. Приказом министерства № 01529 от 26 августа 1992 года Садиев был назначен на должность заместителя начальника отдела боевой подготовки Управления артиллерии и авиации. Везир Садиев принимал участие в боях в Лачинском, Губадлинском, Физулинском, Мардакертском районах.
Везир Садиев сыграл большую роль в создании артиллерийских войск в Национальной армии Азербайджана. Особо отличился в ожёсточённых боях за Мардакерт. 19 февраля 1993 года в боях за село Атерк Везир Садиев погиб. Вместе с ним погиб также заместитель командира бригады Юсиф Мирзоев, также посмертно удостоенный звания Национального Героя Азербайджана. Тело Садиева некоторое время осталось лежать на поле боя и было вынесено одним из его солдат.

Могила Везира Садиева на Аллее Шахидов в Баку

Везир Садиев был похоронен на Аллее шахидов в Баку.
Указом президента Азербайджанской Республики Гейдара Алиева № 262 от 15 января 1995 года майору Везиру Иса оглы Садиеву было присвоено звание Национального Героя Азербайджана (посмертно).

## Личная жизнь
Везир Садиев был женат на Алитар Садиевой, с которой был знаком с детства (Алитар жила в соседнем селе). Их отцы были знакомыми. У Садиева осталась дочь Сисара, которой на момент гибели отца было всего полтора года.